# Amalia
Amalia, Amelia – imię pochodzące od starogermańskiego słowa amel/amal – 'pracowity', 'niezmordowany', od którego wyprowadza się imiona Amelberga i Amalberga. Kilkakrotnie w historii zdobywało dużą popularność. W Polsce pojawiło się już w XIV wieku. Często spotykane było w epoce romantyzmu. Od kilku lat znowu należy do popularnych.
Amalia imieniny obchodzi 24 maja i 28 września.
Amelia imieniny obchodzi: 28 stycznia, 30 marca, 20 kwietnia.
Odpowiedniki w innych językach:
- ang. – Amelia, Amalie, Emelie
- franc. – Amélie
- niem. – Amalia, Amalie
- ros. – Amelija
- wł. – Amalia, Amelie, Emmelina

Znane osoby o imieniu Amelia lub Amalia:
- Amélie Cocheteux
- Amelia Earhart
- Amélie Mauresmo
- Amalie Emmy Noether – niemiecka matematyczka
- Amélie Nothomb
- Amalia Mniszchowa, córka pierwszego ministra Augusta III Henryka Brühla, żona Jerzego Augusta Mniszcha, marszałka nadwornego koronnego
- Amália Rodrigues
- Luiza Pruska, właśc. Augusta Wilhelmina Amalia von Mecklemburg-Strelitz – królowa pruska
- Amy Diamond – szwedzka nastoletnia piosenkarka
- Katarzyna Amalia – księżniczka holenderska
- Maria Amelia Burbon
- Maria Amalia Habsburg
- Maria Amalia Wettyn
- Maria Amalia Wittelsbach
- Józefina Amalia Potocka